# 穆郡王
穆郡王（乾隆44年12月29日〔1780年2月4日〕 - 乾隆45年5月6日〔1780年6月8日〕）は、清の嘉慶帝の長男である。早世し、名は与えられなかった。

## 生涯
乾隆44年（1779年）12月29日に生まれた。父である嘉慶帝は当時まだ皇子であり、生母の劉佳氏はその側室であった。
乾隆45年（1780年）5月6日に、病死した。
嘉慶25年（1820年）8月、新たに即位した道光帝は、既に亡くなって久しい異母兄に対して「多羅郡王」の爵位と「穆」の諡号を追贈したが、名は授けられなかった。